# نبردناو کلاس بایرن
نبردناو کلاس بایرن (به انگلیسی: Bayern-class battleship) یک کلاس از کشتی است.